# Томмотский массив
Томмотский массив — горный массив в системе хребта Черского (Якутия).
Расположен на левобережье реки Селеннях (приток Индигирки) таким образом, что река окаймляет массив и с юга, и с запада. С севера к массиву примыкает Селенняхский хребет. Максимальная высота массива — 2002 м.